# سیارک ۱۳۲۷۱۸
سیارک ۱۳۲۷۱۸ (به انگلیسی: 132718 Kemeny، نامگذاری:2002ON27) صد و سی و دو هزار و هفتصد و هجدهمین سیارک کشف شده‌است که در ۲۳ ژوئیه ۲۰۰۲ کشف شد.